# Conflicto entre Uber y los taxistas

Logo de Uber

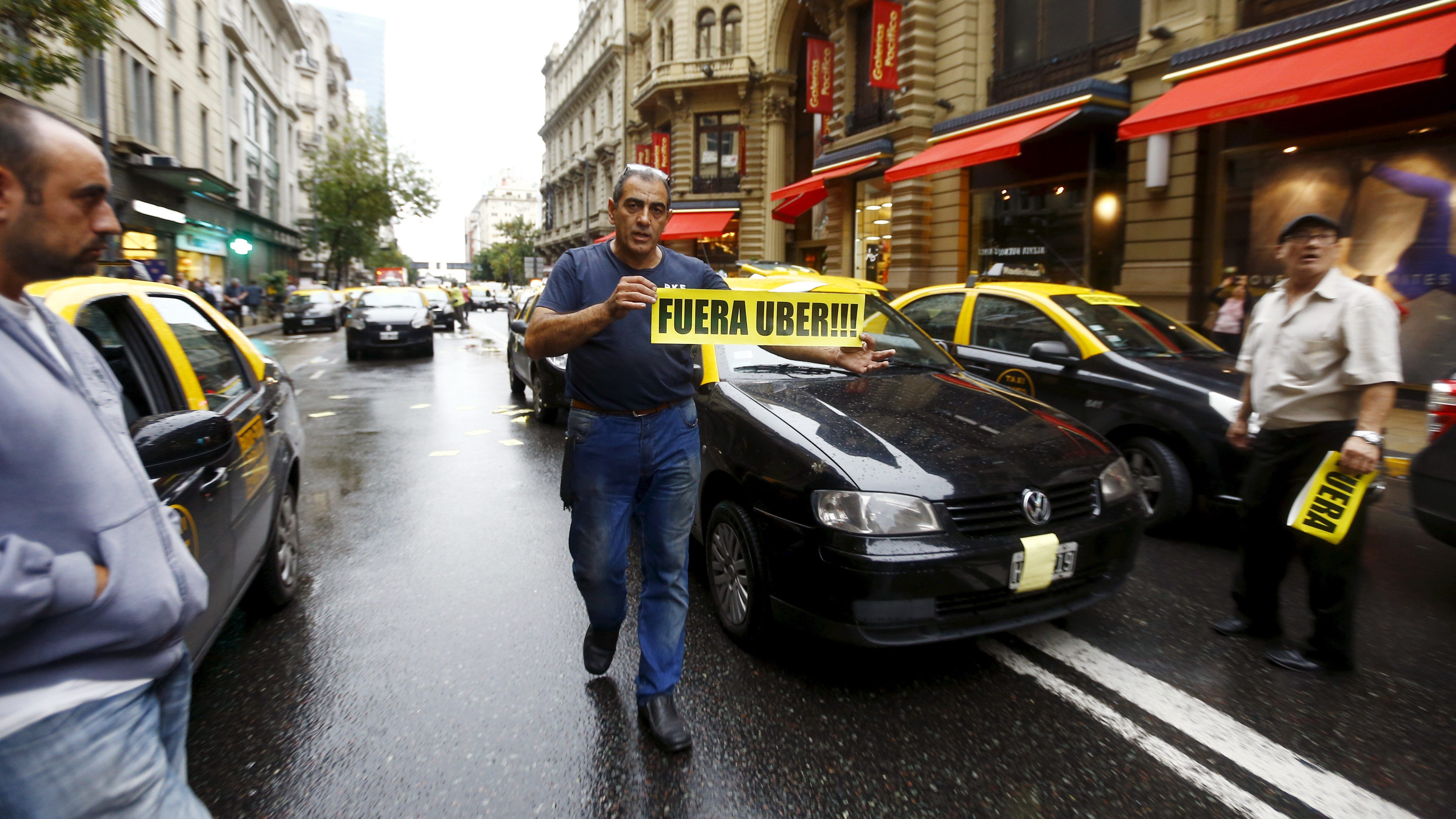
Protestas contra la aplicación en Buenos Aires

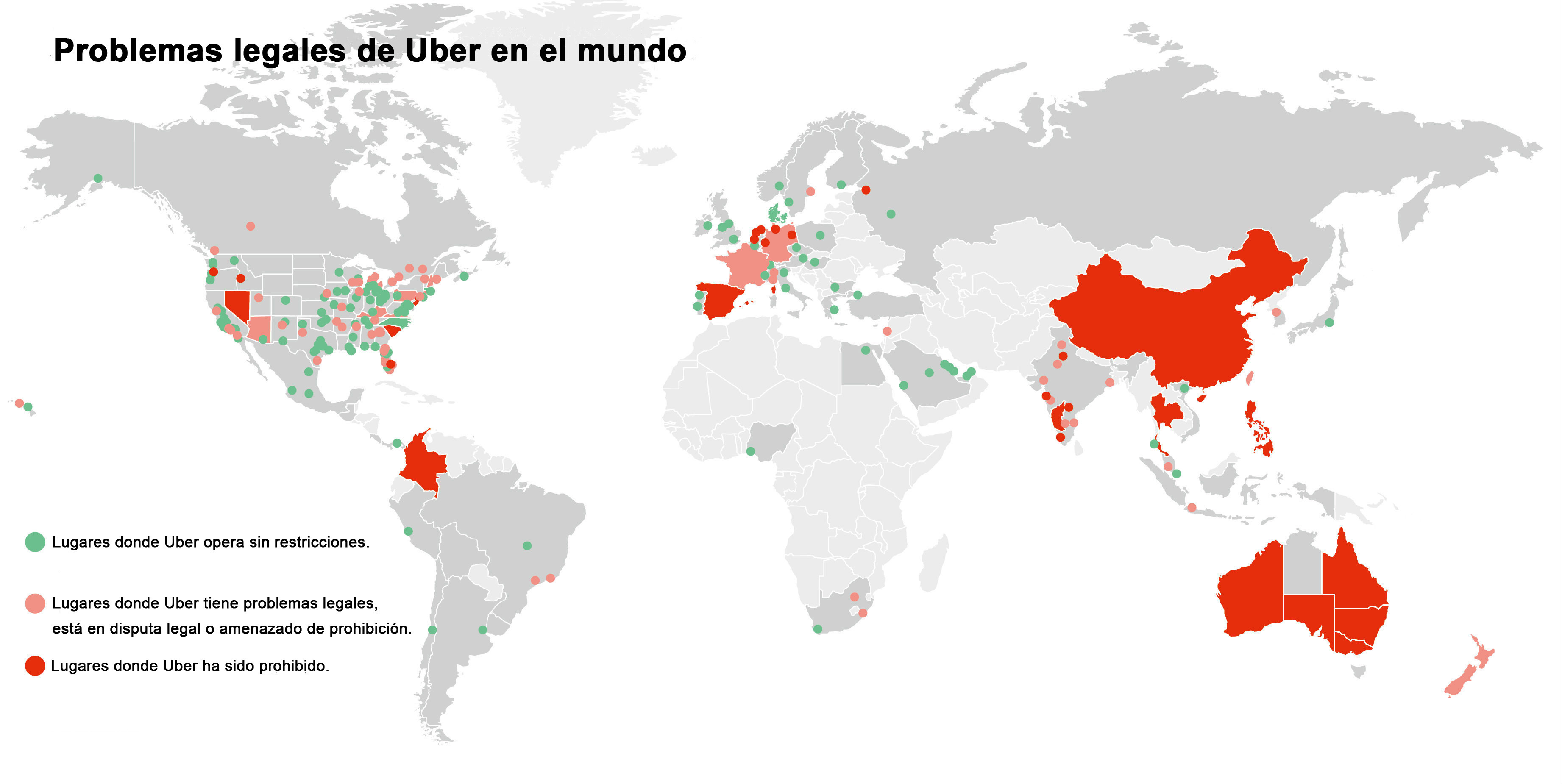
Aspectos legales de Uber en el mundo

Este artículo se refiere principalmente al conflicto originado entre la empresa Uber y los taxistas a raíz del inicio del servicio de esta empresa en cada país. Asimismo, este enfrentamiento se ha extendido a países hispanoamericanos como Colombia, México, Argentina, Chile, Costa Rica, Panamá, Paraguay, Uruguay, Ecuador, El Salvador, España, República Dominicana y Puerto Rico, entre otros. Incluso, se han registrado casos de amenazas y violencia física de taxistas contra conductores y pasajeros de Uber, así como de conductores de Uber a taxistas.

## Generalidades de Uber y el conflicto
Uber es un servicio de chóferes que pretende simplificar el alquiler de coches con conductor. Funciona de forma similar a la de los taxis, pero con conductores particulares. De este modo, el proyecto permite que cualquier conductor y con cualquier automóvil, aprobado previamente por la compañía y siguiendo ciertos requisitos, estudios, exámenes y formalidades, ofrezca su vehículo particular para transportar a gente, siendo él el conductor.
La plataforma funciona a través de una aplicación para el teléfono móvil, cuyo GPS ubica al cliente y muestra las opciones de vehículos de Uber más cercanos disponibles. En el teléfono móvil el conductor tiene todo lo necesario para recibir la notificación del cliente, ver su localización, monitorizar el recorrido, y cobrar el importe del viaje en la tarjeta de crédito que el propio usuario ha asociado a la aplicación. Inicialmente no existía la opción de pagar en efectivo, pero ahora hay países en los que se ha implementado esta opción como India y Panamá.
El principal argumento contra Uber es la competencia desleal hacia los taxistas de un servicio que en muchos países no ha sido formalmente regulado. Esto es exacerbado por la calidad servicio y el precio de Uber, en especial UberX, que han convertido al servicio en una alternativa atractiva a los taxis tradicionales, llevando a muchos clientes a preferirlo.
Por otro lado, esta preferencia de usuarios por el servicio de Uber ha disminuido el negocio de los taxistas tradicionales, así como el de los grandes propietarios de compañías de taxi, quienes han operado de forma principalmente oligopólica en muchos países. La exposición limitada a la competencia ha reducido la capacidad de innovación de estas empresas tradicionales, haciéndolas menos competitivas ante el cambio tecnológico que Uber introduce en el sector del transporte personal.
En mayo de 2017, la justicia europea da la razón a los taxistas frente a Uber únicamente por lo que hace al reconocimiento respecto a que es una plataforma dentro del servicio de transporte. Las conclusiones presentadas por Maciej Szpunar, abogado general del Tribunal de Justicia de la Unión Europea, afirman que, pese a que Uber es una plataforma innovadora y de carácter digital, los servicios que prestan están relacionados dentro de la industria del transporte, y por tanto, se puede exigir a la compañía que cumpla con los requisitos que se exigen a otros gremios, como el de los taxistas, pero sin que esto signifique que Uber es una empresa de transporte.

## Conflicto en España

### Antecedentes
El 23 de septiembre de 2014, la empresa Uber con sede social en San Francisco, comienza a prestar sus servicios en la Comunidad de Madrid iniciando así un conflicto entre esta aplicación de móvil para el transporte entre particulares y el sector del taxi.
La compañía Uber, que ya operaba en Barcelona desde abril de 2014, no comunica ni el número de usuarios ni el número de conductores que forman parte de su red. Aunque han señalado que son los suficientes para que cualquier usuario que pida un coche no tarde más de unos cinco o siete minutos en recibirlo. El cliente lo pide a través de su teléfono móvil y acto seguido recibe notificación del nombre del conductor, el vehículo que conduce y los minutos que tardará en recogerlo. La web de Uber da precios orientativos por algunas carreras: desde el estadio Santiago Bernabeu hasta la plaza de Sol, por ejemplo, entre 7 y 10 euros y entre Arturo Soria y Príncipe Pío, de 9 a 13 euros.

### Protesta de lostaxistas
Los taxistas iniciaron una protesta contra un servicio que considera competencia desleal.

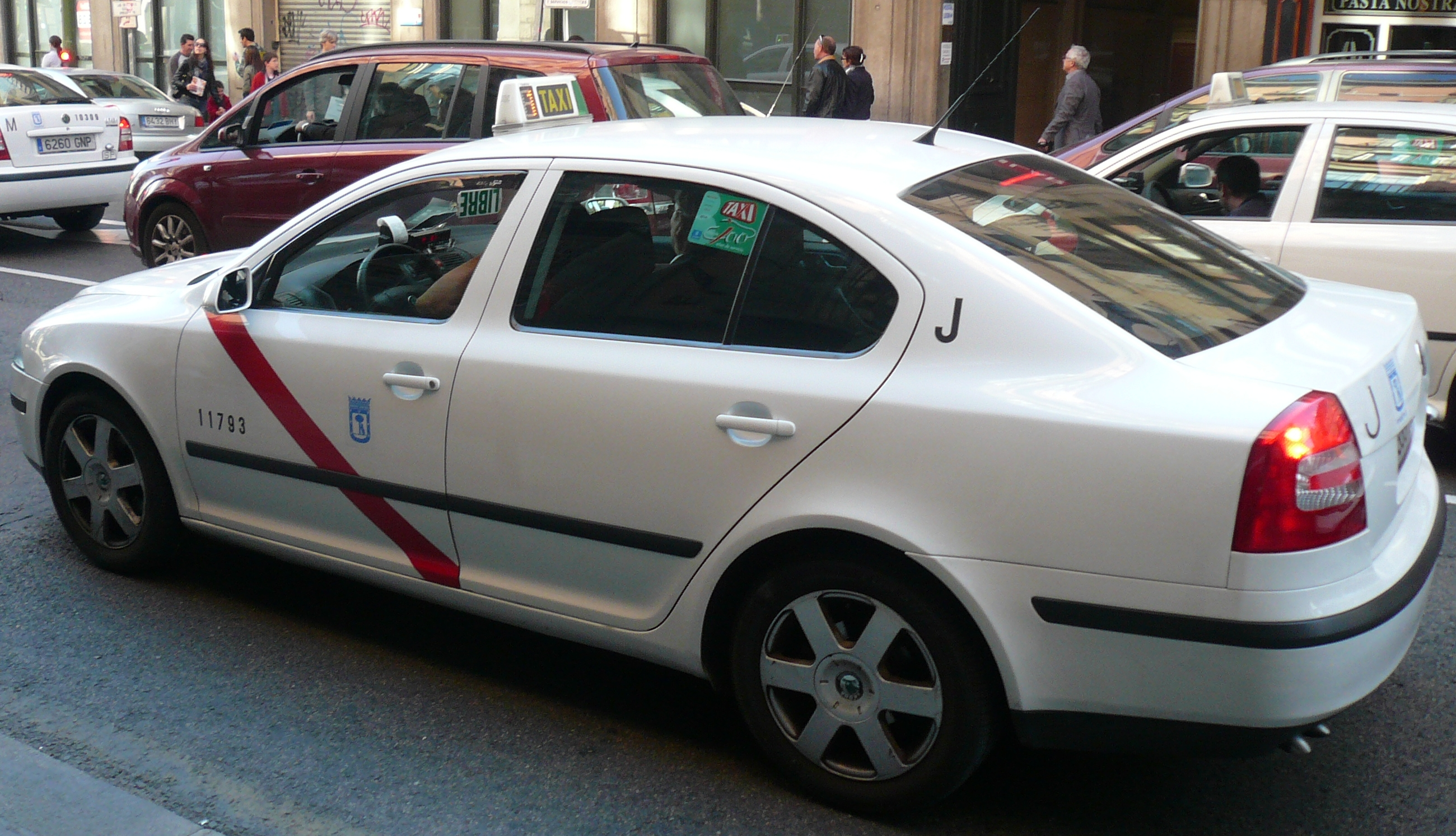
Taxi de Madrid

Desde el sector del Taxi se critica que un profesional deba pagar una licencia que cuesta 155.000 euros con un seguro a todo riesgo y un seguro de responsabilidad civil de 50 millones de euros, según viene obligando el sistema de licencias municipales de transporte desde 1970. Reconocen que estos requisitos son anticuados, pero critican que la empresa Uber pueda operar sin pasar por unos controles de calidad mínimos.
El sector del taxi inicia una huelga contra la que consideran el app más polémico dentro de la llamada economía compartida. Este término hace referencia a todos aquellos servicios por los que los particulares comparten bienes y servicios entre sí, ya sea un vehículo, una plaza de párking en desuso o un apartamento en periodos vacacionales.
Los taxistas opinan que el servicio de Uber pone en grave riesgo a los usuarios al carecer de las autorizaciones, los seguros y las garantías correspondientes, así como los requisitos que establece la propia ley para prestar un servicio de transporte de viajeros. Además amenazan con que una aplicación de este tipo fomentará el transporte pirata y la creación de una bolsa de fraude fiscal evidente.
Las protestas del sector han ido creciendo hasta el punto de que en octubre de 2014 se dieron casos de vehículos de Uber quemados tras una manifestación de más de 300 taxistas, en lo que dieron en llamar el funeral del sector del taxi.

### Respaldo jurídico a las protestas de lostaxistas
El ordenamiento jurídico español, en su Ley de Ordenación de los Transportes Terrestres Boe 182 establece que todas aquellas personas o empresas que realicen estos servicios de transporte sin contar con autorización incurrirán en una infracción muy grave, sancionable con una multa que irá desde los 4001 euros a los 6000, y que podría incrementarse hasta los 18.000 euros en caso de reiteración.
Pese al respaldo del ordenamiento español, Europa se ha desentendido del conflicto ya que han manifestado que no tienen competencia para implicarse.
En Cataluña se cambiará la Ley del Taxi para poder inmovilizar hasta 3 meses los coches de Uber por prácticas de competencia desleal al taxi, sanción que se sumará a la multa de 4001 euros ya existente en la legislación española

### Ley de Ordenación de los Transportes Terrestres
Extracto del artículo 133 del Capítulo VI de la Ley de Ordenación de los Transportes Terrestre española:

1. La actividad de arrendamiento de vehículos sin conductor podrá ser realizada libremente por todas aquellas empresas que cumplan las obligaciones que, por razones de índole fiscal, social y laboral o de seguridad ciudadana o vial, les vengan impuestas por la legislación reguladora de tales materias. 
BOE núm. 182

2. Fuera de los supuestos de colaboración previstos en esta ley, los titulares de autorizaciones de transporte únicamente podrán desarrollar su actividad mediante vehículos cedidos o arrendados por otros, cuando dichos vehículos se encuentren exclusivamente dedicados al arrendamiento sin conductor por su titular, que deberá ser una empresa profesionalmente dedicada a esta actividad. 
BOE núm. 182

### Conflicto judicial
La competencia directa con el sector del taxi y las distintas denuncias, han derivado en el cierre de sus servicios por orden judicial.
El 26 de diciembre de 2014, el juzgado de lo Mercantil número 2 de Madrid España ha instado a las operadoras de telecomunicaciones al cierre inmediato de la página web de la compañía, procediendo a la clausura del dominio www.uber.com quedando desde esa fecha sin funcionamiento.
Responsables de Uber han calificado de desproporcionada la medida judicial de cerrar su sitio Web y ha dicho que seguirán ofreciendo sus servicios.
Por su parte Uber ha utilizado un truco técnico para burlar la sentencia judicial consistente en informar a sus usuarios del cambio de DNS a través de la introducción de una actualización en su app para que esta permitiese el acceso a todos los usuarios sin necesidad de conocer el DNS que estaban usando. De este modo, la compañía consiguió que los usuarios de Android consiguieran acceder de nuevo a la aplicación a primera hora de la tarde del 26 de diciembre, horas después del cierre judicial de su página web. Pero este truco no ha funcionado para los usuarios de iOS, que deberán esperar a que la compañía actualice su aplicación.
Pese al cierre decretado de su página web, la empresa Uber sigue ofreciendo sus servicios de forma regular a los usuarios de España, ya que según sus responsables, la sentencia viola la Constitución española y el artículo 6 y 13 de la Convención europea de los Derechos Humanos, que garantizan a los acusados el derecho de una defensa judicial justa.

### Uber defiende la legalidad de su aplicación
El director para España de Uber, Carles Lloret, defiende la legalidad de la empresa y evita hablar sobre lo que él llama «casos específicos» y defiende que su compañía cumple con las normas de la Ley de Ordenación de los Transportes Terrestres.
Además la empresa planea traer a España en el año 2015 su producto más reciente, denominado UberPool. Esta nueva herramienta permitirá que otros usuarios se sumen al viaje en cualquier momento y dividirá el precio del tramo compartido entre todos los pasajeros. De momento este servicio solo está disponible en San Francisco y París[actualizar]

### Declaraciones del Ministro de Economía español

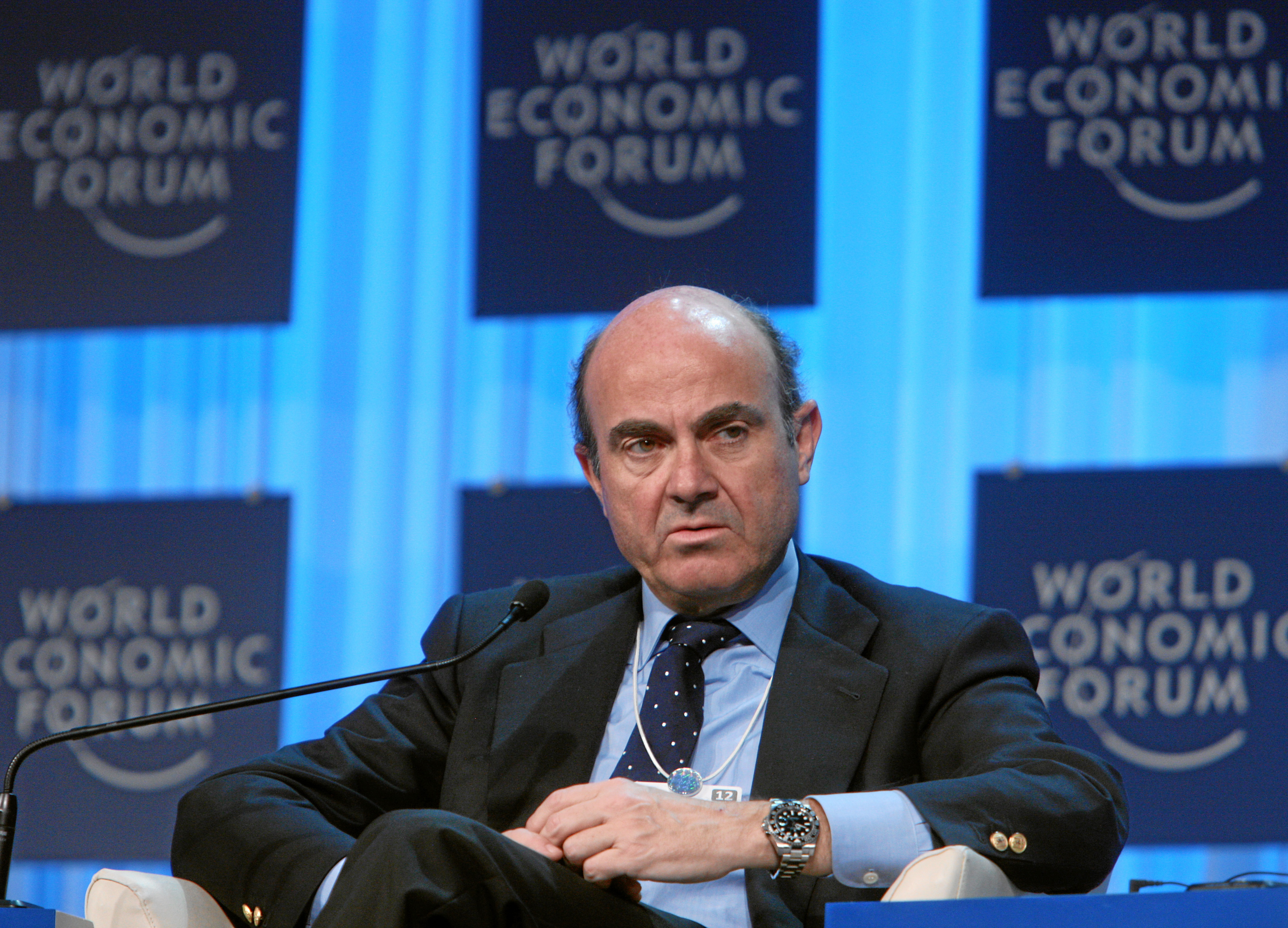
Luis de Guindos

El ministro de Economía español Luis de Guindos manifestó referente al conflicto entre Uber y los taxistas que el colectivo del taxi debe «adaptarse a los nuevos medios tecnológicos». Con esta declaración, el ministro De Guindos es el primer miembro del Gobierno de España que se pronuncia de una forma similar a Bruselas, coincidiendo con la comisaria europea Neelie Kroes, quien declaró que «Europa necesita más emprendedores».

### Cierre definitivo en España
El miércoles 31 de diciembre de 2014, la aplicación Uber cierra su servicio en España después de que un juez de lo mercantil ordenase cese de actividades.
Carles Lloret, responsable en España, ha sido el encargado de comunicar la decisión de la empresa: «Queremos respetar la ley y hemos decidido parar el servicio», ha declarado a los medios de comunicación.

### Reanudación del servicio
A principios del año 2015 la aplicación, clausurada por orden judicial, pretende captar permisos de turismos con chófer para reanudar su actividad dentro de la legalidad. Para ello busca acuerdos para operar en toda Europa y promete miles de empleos, tal y como ha declarado el presidente ejecutivo de la empresa, Travis Kalanick, avanzando que la proliferación de su servicio reducirá los atascos en ciudades como Madrid o Múnich.

### Huelga indefinida de los taxistas de julio-agosto de 2018
El 26 de julio de 2018 los taxistas de Barcelona iniciaban una huelga que unos días después era secundada por los taxistas de otras ciudades españolas. El 30 de julio los representantes de los taxistas eran recibidos en el Ministerio de Fomento pero tras la reunión decidieron continuar con la huelga indefinida.

## Conflicto en América Latina

### Argentina
En marzo de 2016, Uber desembarca en el Área Metropolitana de Buenos Aires.

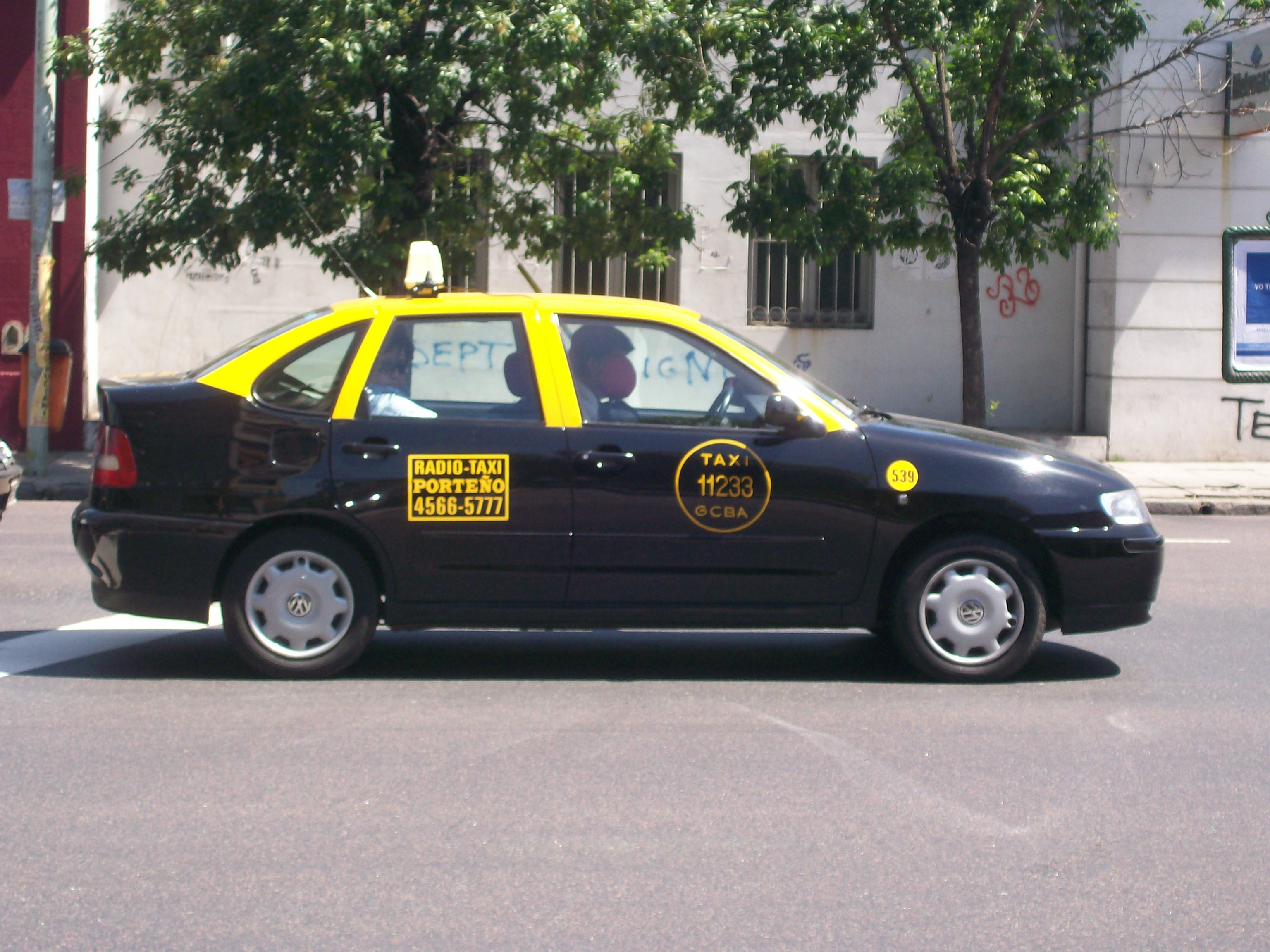
Taxi de Buenos Aires.

El 15 de abril, los taxistas, realizaron más de 25 cortes en calles de esa ciudad, pidiendo exclusión de la plataforma. Cuestionan el lanzamiento del sistema por la amenaza que significa para sus puestos de trabajo.
El 1 de abril de 2016 el diputado nacional del Partido Demócrata Cristiano, Juan Fernando Brügge, presentó un proyecto de ley para regular el uso de aplicaciones vía web de prestación de servicios como el que facilita Uber que califica como transporte público.
El 13 de abril de 2016, la Justicia porteña ordenó al gobierno de la ciudad de Buenos Aires que, «de modo inmediato», arbitre las medidas necesarias para suspender cualquier actividad que desarrolle la empresa Uber o cualquier sociedad bajo ese nombre y tipo de actividad, lo que a su vez fue en vano ya que la compañía opera en el Gran Buenos Aires, parte de la provincia de Buenos Aires, donde la justicia porteña no tiene injerencia. Asimismo, la empresa hizo caso omiso de la situación desconociendo el fallo y a su vez ofreciendo viajes gratis por una semana.
Desde el 24 de octubre de 2016, el uso de la aplicación Uber es legal en todo el territorio argentino. En 2025, el municipio de Tres de Febrero anunció la vigencia de una ordenanza que incorpora el libre y normal funcionamiento de las plataformas que ofrecen ese tipo de servicios.

### Bolivia
En noviembre de 2016, Uber comienza sus actividades en Bolivia en Santa Cruz de la Sierra inicialmente. En enero de 2017, Uber expande su servicio a la ciudad de La Paz (sede de gobierno del país). Se tiene previsto que Uber expanda también sus servicios a la ciudad de Cochabamba.
En Bolivia existe un fuerte rechazo a Uber por parte de los taxistas de Santa Cruz de la Sierra calificándolos como "avasalladores de trabajos" de los más de 60.000 taxistas de esta ciudad. El servicio de Uber en la ciudad de La Paz es completamente normal.

### Chile
En Chile, el medio de transporte Uber entró en un gran conflicto con taxistas de dicho país, ya que los taxistas se opusieron desde un principio a que este medio de transporte fuese aprobado por el Ministerio de Transportes. Sin embargo, el 6 de abril de 2016, el Ministro de Transportes Andrés Gómez-Lobo declaró que apoyaba la gran variedad y opciones para que el usuario pueda escoger la más acorde a sus necesidades, pero llamó al público en general a no utilizar esta aplicación, ya que es una competencia desleal y que no debería estar permitida. Agregando que el servicio que entrega Uber, a pesar de entregar un buen servicio, no es acorde a lo que exige la ley, muy por el contrario a los medios de transportes ya establecidos que si cumplen con los requisitos que exigen la ley. También, se dejó como notificación que el servicio a la fecha de las declaraciones del Ministro Gómez-Lobo, ya llevaba un año de servicios en el país, y que ya contaba con casi 200 000 usuarios con 10 000 conductores disponibles. Ese mismo día, el Ministro declaró que se cursarían multas a los vehículos que operaban bajo la empresa Uber, y que serían retirados del servicio como cualquier vehículo pirata. Lo que equivaldría a una multa de 15 y 20 UTM. siendo $680 000 y $906 000 respectivamente en pesos chilenos ($1024 y $1406 dólares), por el solo hecho de transportar a un pasajero.

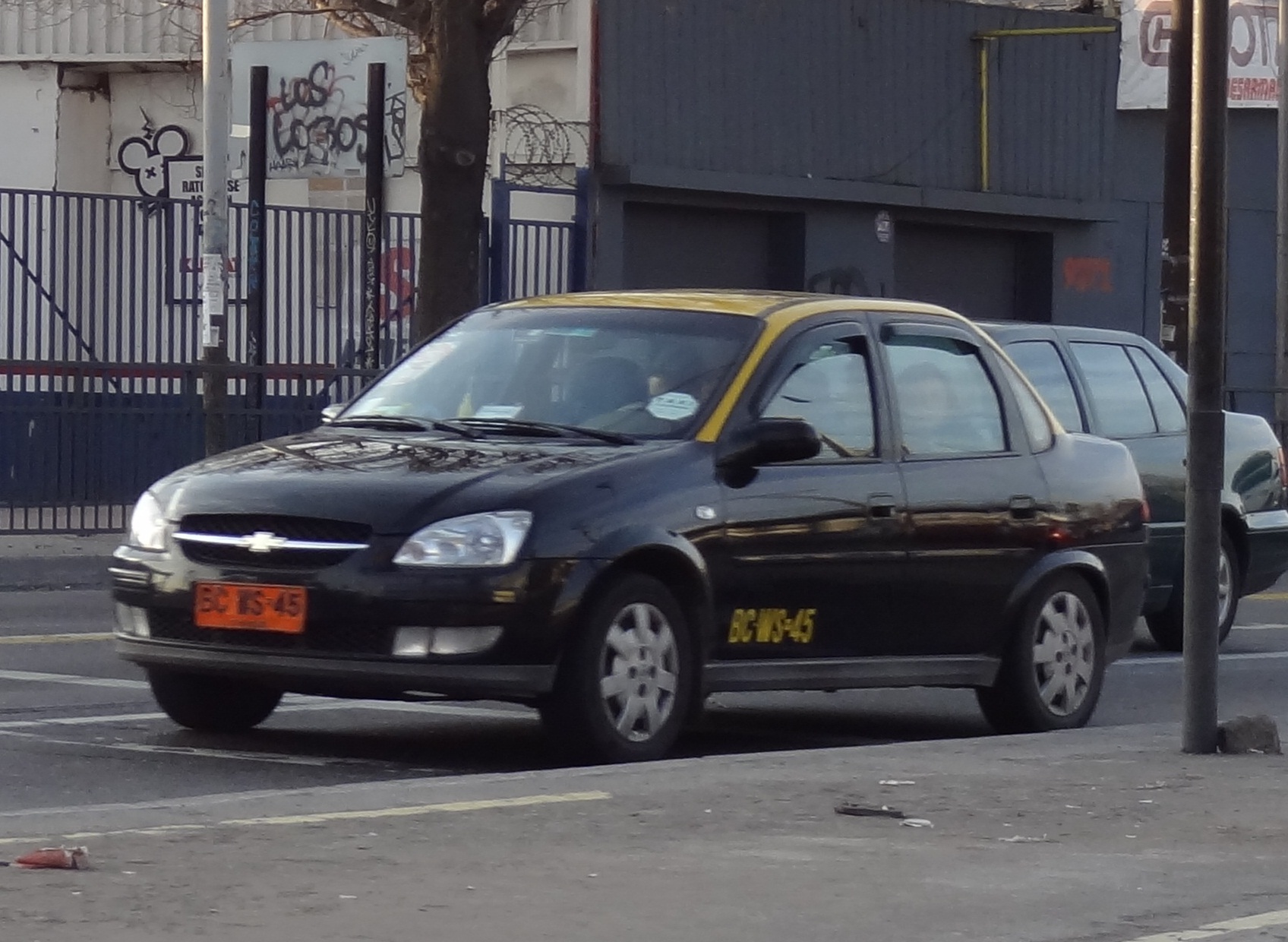
Taxis en Santiago de Chile.

El Gerente de Uber, declaró que gracias a todo el debate y las críticas, la empresa llegó a presentar un crecimiento exponencial. Debido a la gran popularidad y rechazo ante el nuevo servicio en el país, se iniciaron encuesta para saber la opinión del público en general, en donde las encuestas arrojaron que más del 90% de los encuestados estaban a favor de los servicios del Uber, exigiendo de por medio al gobierno de no retirar dicha aplicación.
En vista de que el nuevo servicio se viera lejos de desaparecer, los taxistas comenzaron a expresar su descontento agrediendo y persiguiendo a los conductores del servicio como intento de ahuyentar a sus clientes, y de paso provocar la renuncia de los conductores y así evitar el fluido servicio de esta. El 14 de abril, un conductor local hijo de un taxista comenzó a agredir a otro conductor que supuestamente entregaba sus servicios a Uber, al bajar de su automóvil fue atropellado por el conductor local, siendo uno de los ataques más destacados por su brutalidad, al pasar de agresiones verbales a ataques físicos, sin embargo, la persona no trabaja para Uber, sino para un servicio de turistas. Mientras que el Ministro afirmó que la persona que tome justicia con propia mano sería detenido. El conflicto continuaría luego de una gran cantidad de protestas por parte de los taxistas y ataques a los conductores del Uber.
Durante la semana del 18 de julio, el servicio de medio de transporte Uber hizo un anuncio en el que sus servicios recibirán pagos en efectivos, tras la espera de los taxistas por una respuesta del gobierno, el 20 de julio los taxistas se movilizaron en una protesta pacífica por el reclamo de dicho servicio. Sin embargo, unos taxistas se vieron involucrados en una violenta persecución en donde atacaron a un conductor del servicio Uber, llegando a volcar el vehículo del afectado.
Finalmente el 9 de agosto de 2016, la Confenatach (Confederación Nacional de Taxis de Chile) lanzó una aplicación para competir de igual a igual con la aplicación Uber, llamada "Hola Taxi". De la cual se espera estar disponible a nivel nacional en el mes de noviembre. Además, la aplicación permite que los usuarios solo cancelen con tarjeta de débito.
Expertos han criticado las condiciones de trabajo de los choferes de Uber y el monopolio que la empresa ejerce con los datos de carreras, autos disponibles y potenciales clientes.
En marzo de 2017 el gobierno de Chile anunció la suma urgencia al proyecto de ley de Plataformas que regula el uso de estas tecnologías en sistemas de transporte como Uber y Cabify. Entre las medidas se busca la exigencia a los conductores de contar con licencia clase A y regular las tarifas y formas de pago.

### Colombia

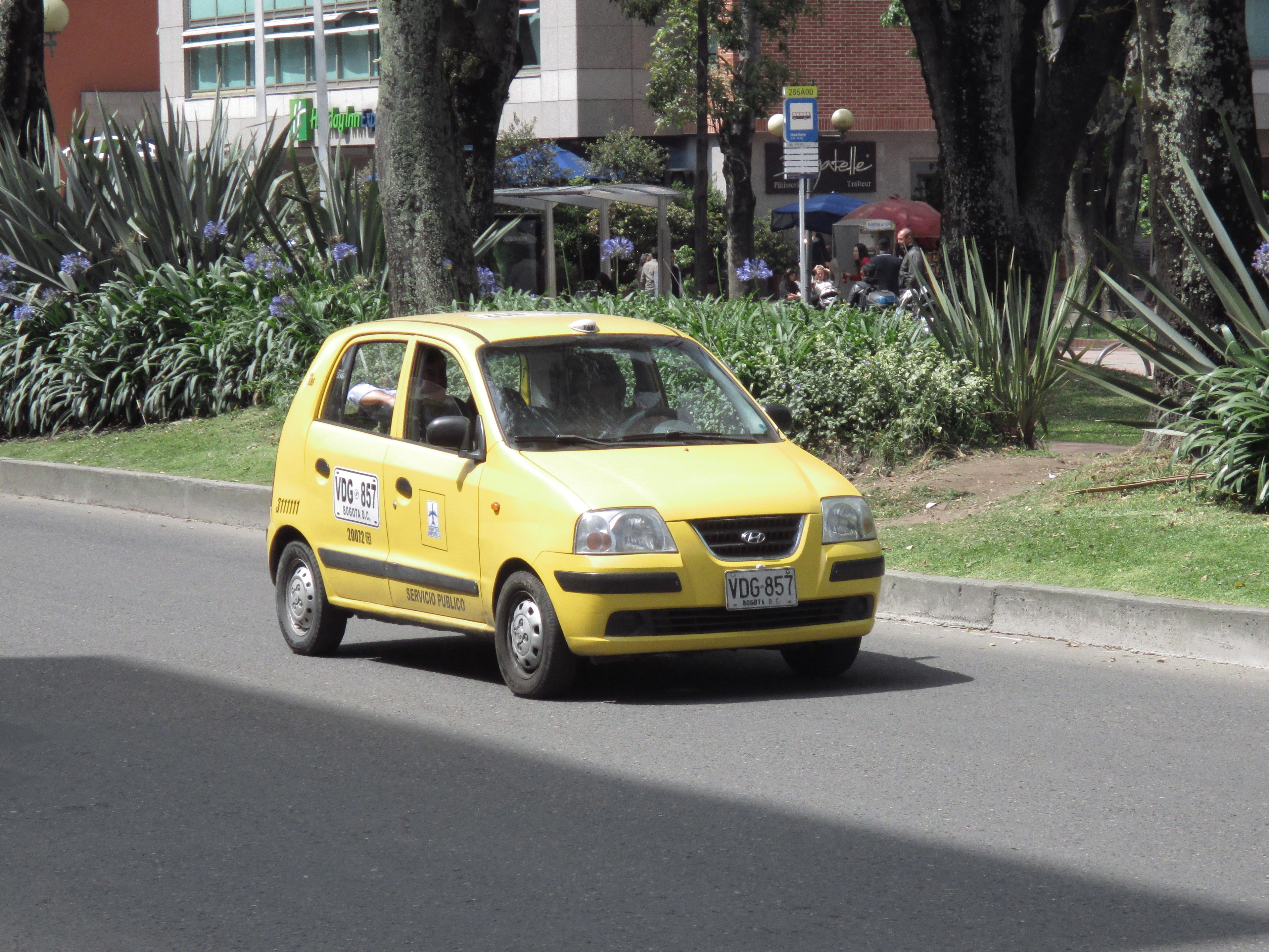
Taxi de Bogotá

Uber luego de tener en jaque a la Secretaría de Movilidad de Bogotá y provocar un profundo debate entre taxistas tradicionales y usuarios en Colombia, informó que sus servicios llegaron a su fin el 31 de enero de 2020, en respuesta al fallo proferido por la SIC el 20 de diciembre de 2019. Demanda contra UBER BV, UBER TECHNOLOGIES INC y UBER COLOMBIA S.A.S., que inició el año 2016 por parte de la empresa Cotech SAS (Taxis Libres) en Colombia, Cotech con la ayuda de su firma de abogados AGT Abogados lograron ganar este caso de competencia desleal, sobre la base de la violación de normativas de transporte y desviación de clientela realizada por UBER en Colombia.
Aún con esta salida de UBER en Colombia, los pasajeros informaron que seguirán usando otros servicios de transporte a través de otras aplicaciones móviles, antes de regresar a usar los Taxis tradicionales, ya que afirman que tienen un mal servicio y calidad. Asimismo, se han presentado numerosos casos de agresiones de taxistas hacia la ciudadanía, reteniendo y amedrentando a pasajeros y conductores de Uber y UberX. Esto ha generado indignación en la ciudadanía de Bogotá, y repudio por parte de la Policía Nacional y del representante de los taxistas, Ernesto Sandoval. Hugo Ospina, presidente de la Asociación de Propietarios y Conductores de Taxis en Colombia, ha apoyado la retención de vehículos, llamando a un "paro nacional de transporte" y denunciando a extaxistas que han pasado a ser conductores de Uber. Así mismo, declaró a Germán Vargas Lleras, vicepresidente de Colombia, como persona "no grata" para el gremio.
En octubre de 2015, Ospina advirtió que los taxistas crearán hasta 52 ‘bloques de búsqueda’ para perseguir a vehículos de Uber, y obligar a la fuerza a sus pasajeros a descender de los vehículos.

“Hoy arrancan 52 bloques de búsqueda para bajar a esos pasajeros ilegales en esos vehículos. Ya nos organizamos, no vamos a hacer violencia, pero vamos a hacer respetar nuestro trabajo”
Hugo Ospina, líder de taxistas en Colombia. 9 de octubre de 2015.

El vicepresidente colombiano, Germán Vargas Lleras, se ha comprometido a expedir reglamentación de Uber en el mes de noviembre de 2015. Sin embargo, en 2016 el servicio de Uber no ha sido reglamentado.
En otras ciudades colombianas como Cali, Medellín, Barranquilla y Cartagena ha funcionado con tropiezos similares, pero sin algún decreto sancionatorio definitivo.

#### Sanción a Uber
El superintendente 'ad hoc' de Tránsito Terrestre Automotor, Pablo Arteaga, confirmó que con resolución 07838 del 2 de marzo quedó en pie una multa a Uber por 451 millones de pesos (aproximadamente $140 000 dólares americanos), por facilitar la violación de las normas de transporte público.

#### Nuevas marchas de taxistas
El lunes 14 de marzo de 2016 hubo un nuevo paro de una minoría de taxistas, que causó caos significativo en algunas zonas de Bogotá. Se considera que no solo algunos líderes taxistas, sino también grandes empresarios dueños de los cupos de taxi han incentivado las protestas para presionar la salida de Uber.

#### Sanción de la SIC
El caso legal de Competencia Desleal entre Cotech S.A. - Taxis Libres y Uber BV - Uber Technologies INC - Uber Colombia S.A.S iniciado el año 2016 tuvo su primer fallo por la SIC (Superintendencia de Industria y Comercio) el 20 de diciembre de 2019, ordenando el cese de la prestación del servicio de transporte a UBER en toda Colombia, fallo que UBER no acató de forma inmediata, por la cual se enviaron acciones legales a todas las operadoras de transmisión de datos móviles en Colombia para bloquear la IP de la aplicación de Uber, dejándola sin servicio el día 31 de enero de 2020.
Cotech S.A. con ayuda de su Abogado Nicolás Alviar, CEO en AGT Abogados, iniciará nuevas demandas legales contra Beat, Cabify, Didi y otras aplicaciones que ofrezcan servicios de transporte similares a UBER que también estén practicando actos de Competencia Desleal en Colombia.

### Costa Rica
En el mes de agosto del 2015 se lanzó la aplicación causando diversas reacciones, estas desde la aprobación de algunas personas las cuales han utilizado el servicio por asegurar ser más económico qué los taxis y por otro lado la de los taxistas qué se han opuesto fuertemente (incluso hubo vandalismo en algunas unidades). En la actualidad el gobierno sostiene que el servicio es ilegal por motivo de no contar con el debido permiso por parte del Estado costarricense para realizar actividades lucrativas con el transporte. Por otra parte Uber adoptó una figura de comunidad de autoabastecimiento de transportes; esta forma de comunidad ha sido utilizada anteriormente para abastecerse de agua. Por el momento el servicio se ha brindado principalmente en San José, capital costarricense y ciudades principales. En enero de 2016 Uber ofrece trabajo para 300 costarricenses en diversos trabajos de oficina, por presión de los taxistas Uber se retira de una feria de empleo. El Gobierno costarricense ha dicho que no comparte la apertura de este centro si sus funcionas darían soporte a operaciones ilegales en el país u otros países donde la condición del servicio es dudosa...
En Costa Rica ha tomado gran popularidad debido a que es más económico comparado al taxi regular (especialmente en distancias superiores a los 5 km). Sin embargo cabe recalcar que Uber, no paga impuestos ni tampoco suelen contar con seguro que protege a sus usuarios, cosa contraria a lo que sí hacen los taxistas de ahí que se genere esa desigualdad laboral, debido a que esto provoca que tengan gastos que Uber no tiene. 

### Paraguay
Uber ha llegado a Paraguay, primeramente en Gran Asunción en el mes de diciembre de 2018, y un mes después en Encarnación; así como MUV (empresa similar paraguaya) -desde mediados del 2018-. Estas dos empresas se encuentran en conflicto con el gremio de taxistas, quien estos últimos se manifestaron en varias ocasiones en contra de éstas empresas por ser -según denuncian los taxistas- una competencia desleal hacia ellos.
Hacia finales de junio de 2019, se produce uno de los mayores incidentes: Taxistas y conductores de Uber se enfrentaron en la Terminal de Ómnibus en Asunción, en el que varios taxistas "acorralaron" a un conductor de Uber cuando éste intentaba subir a pasajeros. Posteriormente hubo denuncias de agresiones hacia conductores de Ubers (quienes vinieron a defender a su colega), cierre del acceso a la Terminal por parte de los taxistas, en el que tuvieron que intervenir hasta la Policía Antidisturbios en plena madrugada. También los taxistas amenazaron con cierre de rutas en las principales ciudades del país como forma de protesta.
Concejales de Asunción afirman que deben crear ordenanzas y leyes para regular MUV y Uber, para permitir una competencia igualitaria, y así evitar mayores incidentes entre éstas empresas y el gremio de taxistas.

### México
Uber se ha encontrado también en conflicto en las 3 áreas metropolitanas más importantes del país (Ciudad de México, Guadalajara y Monterrey). En abril de 2015, Uber pudo expandirse en Guadalajara, Jalisco, pues, se hicieron negociaciones exitosas con el Club Deportivo Guadalajara, que consistieron en emplear a Uber como medio de transporte para aficionados del equipo, rumbo al estadio Omnilife. En la Ciudad de México, las autoridades decidieron realizar un debate público sobre el servicio que brindaba Uber y Cabify en el que participaron los gremios y asociaciones de taxis (transporte público de pasajeros concesionado). Como resultado, habrá una nueva legislación en 2015 que obliga a ambas empresas a pagar un registro ante la Secretaría de Movilidad de CDMX. Actualmente Uber opera en la Ciudad de México, Estado de México, Guadalajara, Tijuana, Tecate, Playas de Rosarito, Ensenada, Monterrey, Puebla, Querétaro, León, Toluca, Tlaxcala, Mérida, Aguascalientes, Cuernavaca, Hermosillo, Mexicali, San Luis Potosí, Chiapas y Chihuahua5

#### Ciudad de México

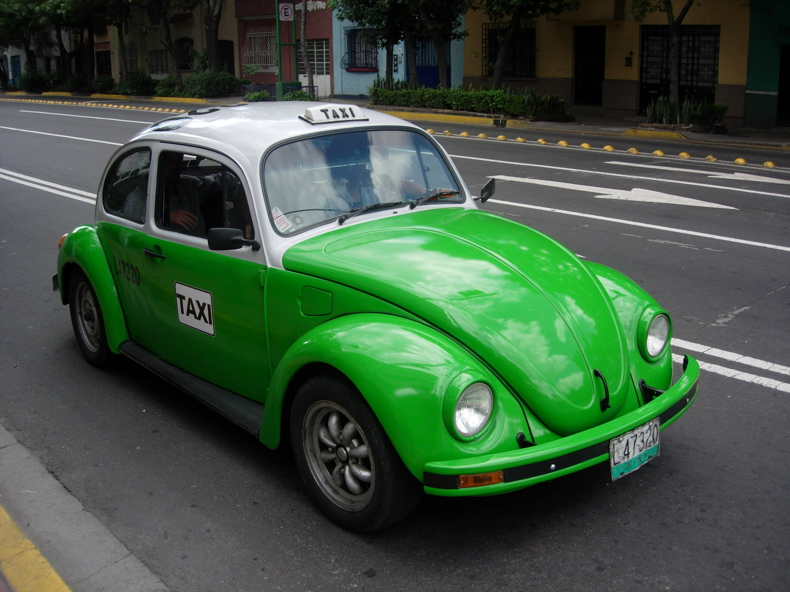
Clásico taxi de la Ciudad de México.

En Ciudad de México el grupo de taxistas Génesis ha interpuesto una denuncia contra Uber por el perjuicio económico que origina al gremio de taxistas, y otra denuncia contra el Secretario de Movilidad del Gobierno del Distrito Federal por no frenar la operación de estas compañías.
Sin embargo el público en general ha aprobado la operación de uber en detrimento de la imagen de los taxis oficiales, los cuales operan con vehículos en ocasiones en mal estado, siendo subcompactos que en ocasiones no están en condiciones de limpieza y accesibilidad, tolerancia al servicio irregular(piratas), accidentes y delitos frecuentes entre otros inconvenientes que han lanzado mucho más fuerte un apoyo hacia la plataforma que en un lapso de tiempo corto se originó un debate para legalizar y regularizar el servicio.

#### Guadalajara
El pasado 26 de enero de 2015, el gremio de taxistas de la ciudad de Guadalajara se manifestó en el centro de la ciudad pidiendo erradicar las empresas de taxis ejecutivos pues representan una competencia directa que merma hasta un 50 por ciento en su productividad diaria.
Tras esta manifestación, se realizó una inspección al servicio Uber. El titular de la Secretaría del Trabajo y Previsión Social (STPS) en Jalisco, Eduardo Almaguer dio a conocer que en esta indagación a la empresa,  se descubrió que está registrada como prestadora de servicios de tecnología y no como transporte público, además de que no brinda ningún tipo de protección a los choferes y usuarios. Por lo tanto, afirmó se emprenderían acciones contra la empresa Uber por no laborar conforme a la ley, dejando en claro que no se encuentra en contra de la misma.
En consecuencia, los usuarios tapatíos reaccionaron defendiendo el servicio y pidiendo que se inspeccionen a los taxistas metropolitanos.
Por otro lado, la empresa comentó que su objetivo es muy específico, pues intentará cooperar para que haya menos automóviles en la ciudad y así disminuir los altos niveles de contaminación y tráfico; ofreciéndoles a cambio a los usuarios un servicio privado de transporte económico, seguro y ecológico.

#### Tijuana
En la ciudad fronteriza de Tijuana, choferes de taxis han atentado con violencia contra las unidades y los choferes de Uber, situación que provocó un fuerte apoyo por parte de la ciudadanía hacia la aplicación de servicio de transporte contra los taxis tradicionales. A partir de estos sucesos, el ayuntamiento de la ciudad decidió elaborar una consulta popular para que sean los ciudadanos quienes decidan si Uber se queda o se prohíbe su servicio.

### Uruguay
Uber ha iniciado sus actividades en Uruguay a mediados de noviembre de 2015, sin contar con autorización por parte de las autoridades nacionales las que han anunciado que estudiarán la viabilidad de empresa pero asimismo anunciando fuertes multas a los conductores que inicien el servicio sin autorización. En Montevideo se inicia consultas para detener la llegada de Uber judicialmente. Por otro lado la empresa asegura que la firma no contraviene ninguna normativa legal en Uruguay y es por ello que han iniciado sus actividades en el país.
El Centro de Propietarios de Automóviles con Taxímetro del Uruguay, registró en septiembre el nombre de Uber, para evitar que la marca pueda instalarse en Uruguay, sin embargo esta acción puede estar violando la ley. Desde Uber ya anunciaron que iniciarán acciones legales. y se estima que la justicia devuelva el nombre a la empresa.
En enero de 2016 la empresa se encuentra funcionado en Montevideo y ese mismo mes taxistas cortan la calle donde creen se encuentran las oficinas de la empresa. El Banco de Seguros del Estado informó que los vehículos que trabajen para Uber podrán acceder a una cobertura para los pasajeros por responsabilidad civil.
En abril de 2016, un taxista es detenido y procesado por atacar a un conductor de Uber.

## Conflicto en Europa

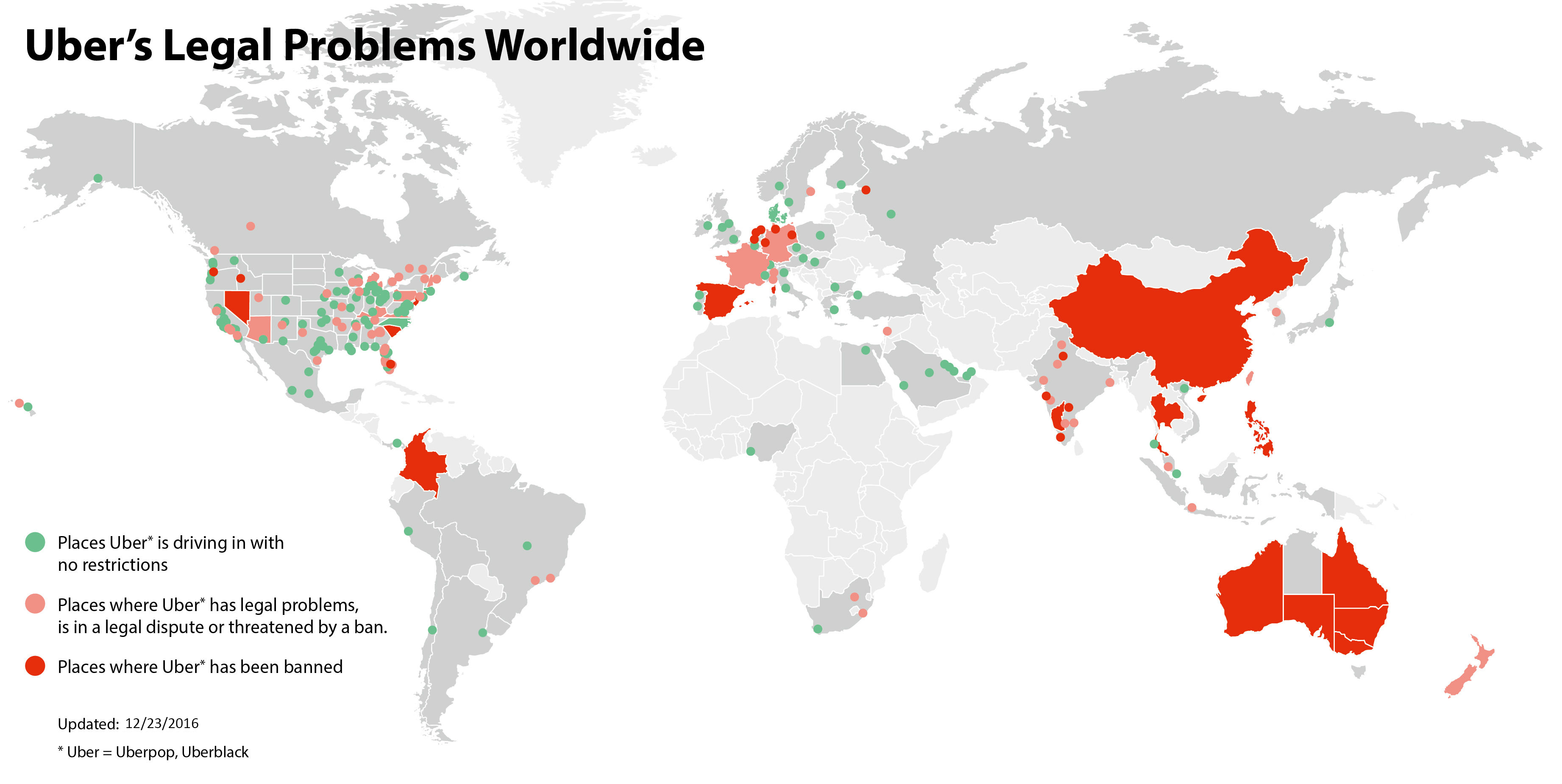
Mapa mundial con los conflictos legales de Uber en Europa y el Mundo.

### Alemania
Una portavoz de Taxi Deutschland (asociación de los conductores alemanes), tiene intención de exigir multas para Uber por seguir operando el servicio pese a la prohibición judicial en ese país, ya que según declaraciones de su responsable Uber nunca ha cumplido la legislación alemana.

### Francia
En el país galo los diputados franceses aprobaron el jueves 10 de julio de 2014 una proposición de ley, conocida como Thévenoud, apellido del diputado socialista que ha preparado el informe, para dar una solución al conflicto entre los taxis y el nuevo negocio de vehículos de transporte con conductor, en el que destaca la estadounidense Uber.

### Reino Unido
Reino Unido es el único país que ha considerado legal la actividad de Uber, en donde pueden operar en todo el territorio. Y aunque los taxistas de Londres no han exigido la prohibición del uso de la aplicación informática, sí que han pedido su regulación.

## Conflicto en Asia

### Corea del Sur
El gobierno de la ciudad de Seúl emitió un comunicado oficial en julio de 2014 expresando su intención de solicitar la prohibición de la aplicación de teléfono inteligente de Uber. El gobierno declaró que la ley surcoreana prohíbe los servicios de transporte De pago que utilizan vehículos particulares o alquilados no registrados, y un conductor de Seúl recibió un millón de wones (974 dólares) de multa en abril de 2014 después de usar Uber para solicitar clientes en un coche alquilado. El gobierno de la ciudad también inició una investigación policial de Uber en junio de 2014, pero la solicitud fue suspendida debido a la falta de pruebas; Sin embargo, la declaración de julio informó que la investigación se reanudó. Una respuesta de Uber advirtió al gobierno que corría el riesgo de ser "atrapado en el pasado."
En diciembre de 2014, la oficina de Corea de la compañía anunció que la Fiscalía Distrito Central de Seúl emitió una acusación contra ellos y Kalanick. La acusación es en lo que se refiere a la violación de una ley que prohíbe a personas o empresas coreana sin la respectiva licencia, prestar o facilitar servicios de transporte.
En marzo de 2014, la oficina de Corea de la compañía anunció que está suspendiendo que Uber uber X y UberBlack según lo prescrito por la ley actual de Corea del Sur. Uber dijo que la decisión fue tomada como parte de una propuesta para la industria del taxi. Algunos artículos están diciendo que es a causa de la industria prima de taxi se derrumbará.

### India
En el caso de la India, la prohibición no fue tanto por los conflictos sindicales con los taxistas, sino un caso de índole penal. Un conductor de Uber es acusado de haber violado a una mujer de 26 años en Nueva Delhi. Según lo que cuenta la víctima, el presunto culpable, llamado Shiv Kumar Yadav, se aprovechó de que la pasajera estaba dormida durante el trayecto para desviarse de la ruta y luego agredirla. La compañía externo su disgusto y se unió a la investigación legar del conductor. Afirmando que ellos sólo contrataban a conductores certificados bajo las normas de la ley y que hubieran aprobado los exámenes que se le aplican a la hora del reclutamiento.
Después de este penoso suceso, cuál efecto dominó, un número de países decidieron, al igual que la India, prohibir el servicio de Uber con motivo de la falta de profesionalismo por parte de la empresa e inseguridad para sus ciudadanos (a partir de lo ocurrido en Nueva Delhi) que el servicio ofrecía. Entre estos países se encuentran Francia, Alemania, Colombia, Bélgica, Holanda y algunos estados de Estados Unidos.

### Tailandia
En Tailandia no solo se ha suspendido el servicio de Uber, si no otros basados en apps similares como GrabTaxi e EasyTaxi.